# Leszno
Leszno (udtale: [ˈlɛʂnɔ], tysk: Lissa, [ˈlɪsa])  er en by i den sydvestlige  del af  voivodskabet Storpolen i  det vestlige centrale del af Polen. Byen   har 61.791(2021) indbyggere og et areal på	31,9  km², og er administrationsby  i  powiatet Storpolen.

## Historie
Byen blev første gang nævnt i historiske dokumenter i 1393, da godset var ejet af en adelig ved navn Stefan Karnin-Wieniawa. Familien antog til sidst navnet Leszczyński (bogstavelig betydning "af Leszno"), afledt af navnet på deres ejendom, som det var skik blandt den polske adel.
Omkring 1516 blev et fællesskab af protestanter kendt som Brødrenes enhed (Unitas fratrum) fordrevet fra de böhemiske lande af kong Vladislav 2. af Bøhmen og Ungarn og bosatte sig i Leszno. De var inviteret af Leszczyński-familien, der siden 1473 var kejserlige grever, og som var konverteret til calvinismen. Ankomsten af de bøhmiske protestanter var, ud over vævere fra nærliggende Schlesien, medvirkende til at  bosættelsen voksede.
I 1547 fik den stadsrettigheder i henhold til Magdeburg lov givet af kong Sigismund 1. af Polen. Leszno var  administrativt beliggende i powiat Wschowa  i Poznań Voivodeskab i Storpolen i Kongeriget Polens krone. Leszno blev det største  center for trykkerivirksomhed i Storpolen takket være det protestantiske samfunds aktivitet. Deres antal voksede med tilstrømningen af flygtninge fra Schlesien, Bøhmen og Mæhren under 30-årskrigen.